# Dmytro Kostjantynovyč Levitskyj
Dmytro Kostjantynovyč Levitskyj (ukrajinsky Дмитро́ Костянти́нович Леви́тський, 3. listopadujul./ 15. listopadu 1886greg., Vilnius – 9. února 1959, Praha) byl ukrajinský pěvec (tenorista), hudební kritik a pedagog.

## Životopis
V roce 1906 absolvoval gymnázium v Žytomyru.
Poté se přestěhoval do Prahy a v roce 1927 absolvoval Pražskou konzervatoř (pěvecká třída E. Fuksy) a v roce 1939 absolvoval Filosofickou fakultu Univerzity Karlovy.
Následně studoval na Univerzitě sv. Vladimíra v Kyjevě, kde byl zástupcem sbormistra.
V letech 1919–1920 umělec ukrajinské republikánské kapely Olexandra Košyce.
Od roku 1920 žil opět v Praze a v letech 1921–1935 vyučoval zpěv na Ukrajinském vyšším pedagogickém institutu a na konzervatoři (v letech 1929–1931 a 1945–1950). Přednášel hudební teorii na Ukrajinské svobodné univerzitě v letech, kdy univerzita sídlila v Praze.
V letech 1950–1959 byl učitelem Akademie hudebních věd. Mezi jeho studenty patřili např. Eduard Haken, Jiří Herold, či V. Krylová.
Přátelil se s choreografem Vladimírem Libovickým. Jako hudební kritik byl publikován v časopise Ukrajinska muzyka (1937-1939).

## Repertoár
Nastudoval díla skladatelů Mykoly Lysenka, Jakova Stěpového, Kyryla Stěcenka, Ludwiga van Beethoven, Antonína Dvořáka, Vladyslava Zaremby.

## Zdroje
- Левитський Дмитро Костянтинович / І. М. Лисенкоesu.com.ua
- Музичний педагог Дмитро Левитський // Ad fontes: studia in honorem Oleh Kupchyns'kyi septuagenario dedicara. — Інститут української археографії та джерелознавства ім. Грушевського, 2004. — с. 631.